# Eugalta longipes
Eugalta longipes är en stekelart som först beskrevs av Cameron 1906.  Eugalta longipes ingår i släktet Eugalta och familjen brokparasitsteklar. Inga underarter finns listade i Catalogue of Life.